# Giacomo Sannesio
Giacomo Sannesio (né en 1560 à Belforte del Chienti, dans les Marches et mort le 19 février 1621 à Rome) est un cardinal italien  du début du XVIIe siècle.

## Biographie
Giacomo Sannesio fait partie de la cour du cardinal Pietro Aldobrandini et est protonotaire apostolique.
Le pape Clément VIII le crée cardinal lors du consistoire du 9 juin 1604. 
Sannesio participe aux deux conclaves de 1605 (élection de Léon XI et de Paul V). Il  est élu évêque d'Orvieto en 1605 et est camerlingue du Sacré Collège entre 1620 et 1621. Il participe aussi au conclave de 1621, lors duquel Grégoire XV est élu pape.

### Sources
- (en) Fiche du cardinal sur le site fiu.edu